# Metapont
|  | Per a altres significats, vegeu «Metapont (rei)». |

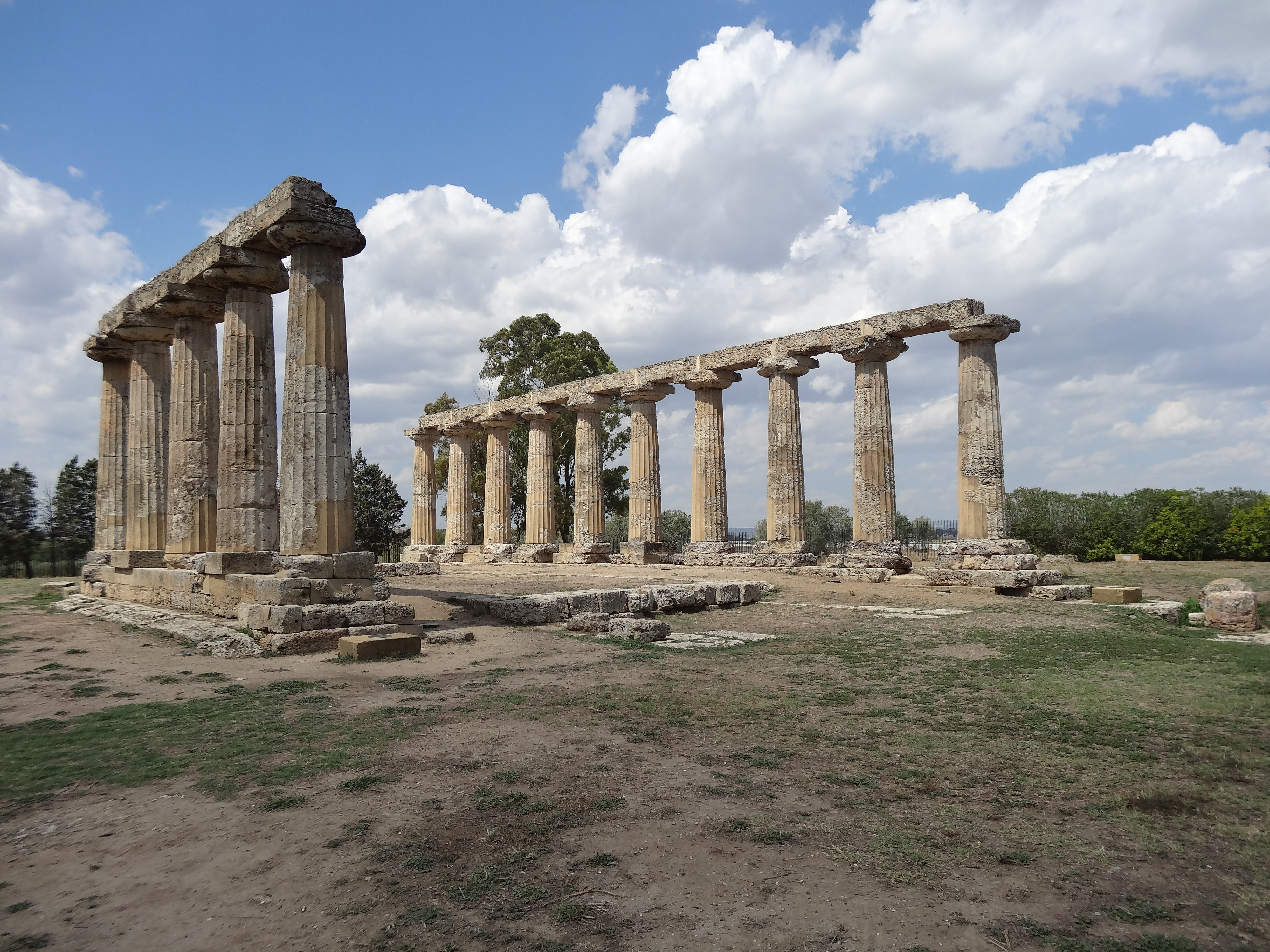
Temple.

Metapont (grec antic: Μεταπόντιον, llatí: Metapontum de manera més generalitzada, o de vegades Metapontium) era una ciutat de la Magna Grècia situada al golf de Tàrent, entre els rius Bradanus i Casuentus, a uns 20 km d'Heraclea i 40 de Tàrent.

## Història
Des d'un punt de vista històric no hi ha dubte que va ser una ciutat grega fundada per una colònia d'aqueus però algunes tradicions diuen que va tenir un origen molt anterior. Estrabó diu que la van fundar uns colons de Pilos una part dels que havien marxat amb Nèstor a la guerra de Troia, i Justí assigna la seva fundació a Epeu, el llegendari constructor del cavall de Troia, i els habitants de la ciutat, com a prova, mostraven les eines que va utilitzar al construir el cavall. Una altra tradició li assigna un origen focidi i diu que la va fundar Daulios, tirà de Crisa, una ciutat prop de Delfos. Antíoc de Siracusa diu que el seu nom original era Metabos, d'un heroi epònim, Metabus. Estrabó també diu que hauria estat fundada per Metapont, l'heroi epònim de la ciutat.
Segons la idea més general, la ciutat es va fundar per habitants de Crotona i Síbaris en un lloc desocupat per evitar la seva colonització per part de Tàrent. Amb aquesta intenció es van enviar un grup de colons aqueus encapçalats per un tal Leucip, que va obtenir el territori per un tractat fraudulent. Una altra versió deia que els nous colons es van comprometre en un concurs contra els tarentins i les tribus veïnes dels enotris, competició que va finalitzar amb un tractat on van obtenir pacíficament el territori, diu Estrabó. La data de la colonització no està establerta, però degué ser després de les colonitzacions de Tàren, Crotona i Síbaris, segurament entre el 700 aC i el 690 aC. La colònia va prosperar ràpidament per la fertilitat del territori, encara que no se'n saben gaires notícies de la primera època, tot i que havia d'estar en estreta aliança amb Crotona i Síbaris, també colònies aquees; apareix en la història en una lliga amb aquestes ciutats contra Siris, colònia jònica, guerra que aparentment va acabar amb la destrucció de Siris. No sembla que Metapont participés en la guerra entre Crotona i Síbaris, que va acabar amb la destrucció d¡aquesta última ciutat.
Les doctrines de Pitàgores van tenir a la ciutat la màxima acceptació i quan Crotona va expulsar el filòsof, se'n va anar a Metapont, on va romandre fins a la seva mort. La seva casa era un lloc de culte i s'hi va construir un temple i un museu. La seva tomba era objecte d'orgull, i encara es mostrava en temps de Ciceró.
Durant l'expedició atenenca a Sicília l'any 415 aC, Metapont, com també van fer les altres ciutats de la Magna Grècia, va voler mantenir una estricta neutralitat, però el 414 aC se'ls va induir a concloure una aliança amb Atenes i va proveir la flota atenenca amb alguns vaixells auxiliars que van estar sota les ordres dels generals Demòstenes i Eurimedont, diuen Tucídides i Diodor de Sicília.
Sembla que Metapont era en aquesta època una ciutat poderosa. Per la seva posició tenia seguretat davant dels atacs de Dionís de Siracusa i sembla que no va intervenir en les batalles de les altres ciutat contra aquest tirà. El seu nom torna a aparèixer altre cop el 345 aC, quan hi va desembarcar Timoleó en la seva expedició a Sicília, però no va prendre partit a favor seu.
El 332 aC, quan Alexandre I de l'Epir va passar a Itàlia per invitació dels tarentins, Metapont va ser de les primeres ciutats a concloure amb ell un tractat i el van ajudar en la lluita contra els lucans i els brucis. Després de la derrota d'Alexandre a Pandòsia el 326 aC, les restes del rei van ser portades a la ciutat per enterrar-les. Quan uns anys més tard, els tarentins van convidar Cleònim d'Esparta a dirigir la lluita l'any 303 aC, per motius que es desconeixen es van oposar a la presència de l'espartà, i aquest finalment va usar l'exèrcit per atacar la ciutat, aliat amb els lucans. Finalment, va haver de ser admès a la ciutat com a aliat, va cobrar una forta contribució i va cometre altres exaccions. En aquesta època, la riquesa havia tornat dèbils els seus habitants i el seu efeminament havia esdevingut proverbial.
Quan va arribar Pirros de l'Epir, la ciutat li va donar suport, tal com va fer també Tàrent. Després d'això, les notícies desapareixen, però no devia tardar a caure en mans dels romans després de la retirada de Pirros. En la Segona Guerra Púnica, es va declarar a favor d'Hanníbal just després de la batalla de Cannes el 216 aC, però al cap de poc temps apareix amb una guarnició romana i no va ser fins al 212 aC que va ser capaç de lliurar-se de la guarnició romana i abraçar altre cop la causa cartaginesa, diu Apià. Hanníbal hi va establir una guarnició i la va convertir en una de les seves bases principals, però després de la batalla del Metaure la va haver d'evacuar l'any 207 aC, i se n'emportà tots els habitants per salvar-los de la venjança romana.
Els romans la van ocupar i devia continuar existint com una petita vila sense importància, encara que no va deixar d'existir del tot. La menciona Pomponi Mela que diu que estava habitada, i Ciceró en parla en uns termes que indiquen que encara era una ciutat, encara que la inclou entre les ciutats de la Magna Grècia que havien entrat en franca decadència. Pausànias diu que al seu temps tot eren ruïnes, i no en quedaven sinó el teatre i la circumval·lació de les muralles.
En queden les ruïnes, que no presenten rastres de muralla; es componen d'un temple (conegut per Tavola dei Paladini) amb algunes columnes encara dretes; i un altre temple al lloc anomenat Chiesa di Sansone, probablement a la mateixa ciutat, tot a la vora de la vila de Torre di Mare.